# Folder5
Folder5(폴더파이브, 일본어: フォルダファイヴ)는 일본의 여자 가수 그룹이다. 멤버는 5명으로 미야자토 아키나, 미츠시마 히카리, 이시하라 모에, 아카 나츠, 나카마 아리사가 있다.
1997년 '폴더'로 남녀 7명이서 데뷔하였는데, 하지만 '폴더'의 남자 멤버 두 명(미우라 다이치, 나카마 준)이 탈퇴 하면서 2000년 '폴더 5'라는 여자 아이돌 그룹으로 재데뷔한다.
'폴더 5'의 대표 곡인 〈Believe〉는 인기 애니메이션의 오프닝곡으로도 쓰이면서 많은 인기를 끌었다.